# Кингс ъф Лиън
Кингс ъф Лиън (на английски: Kings of Leon) е американска музикална група от град Нашвил, Тенеси. Създадена през 1999 от тримата братя Кейлъб Фолоуил (вокал, ритм китара), Джаред Фолоуил (бас китара, беквокал, синтезатор) и Нейтън Фолоуил (барабани, ударни инструменти, беквокал), заедно с техния братовчед Матю Фолоуил (соло китара и беквокал).
Групата е наречена на бащата на братята – Лиън. В началото песните им са смесица от гаражен рок и южен рок. След дебюта си през 2003, групата постига международна известност, включително в Ирландия, Великобритания и Австралия. Техният последен албум – Only by the Night (2008) оглавява класациите в САЩ и Канада. През 2009 техният сингъл Sex on Fire достига девето място в UK Singles Chart.
Музиката им представлява смесица между южен рок, гаражен рок, хардрок и блус. Дотогава имат издадени 4 студийни албума.

## Състав
- Кейлъб Фолоуил (Caleb Followill, 14 януари 1982)
- Матю Фолоуил (Matthew Followill, 10 септември 1984)
- Джаред Фолоуил (Jared Followill, 20 ноември 1986)
- Нейтън Фолоуил (Nathan Folowill, 26 юни 1979)

## История на групата

### Ранни години (1999 – 2002)
Тримата братя Фолоуил прекарват по-голямата част от своето юношество в пътуване из южната част на Щатите заедно с баща си Айвън Лиън Фолоуил – пътуващ свещеник евангелист, и майка си Бети Ан, която ги учи, когато не ходят на училище. Нейтън и Кейлъб са родени в Тенеси, докато Джаред и Матю са родени в Оклахома Сити, Оклахома. В списанието Ролинг Стоун пише 
| „ | Докато Лиън прави проповеди в църкви из Юга, момчетата посещават църковните литургии и понякога се занимават с музика. По това време те или били обучавани вкъщи, или посещавали частни църковни училища. С изключение на петгодишния период, когато живеят в Джаксън, Тенеси, момчетата от семейство Фолоуил прекарват своето детство в пътуване Юга в пурпурен Олдсмобил от 1988 г. | “ |

Когато баща им напуска църквата и се развежда с Бети Ан през 1997 г., момчетата се връщат в Нашвил и започват да се занимават с рок музика и живеят по начин, който допреди това им е забраняван. Докато са там, те се запознават с текстописеца Анджело Петралия, който им помага да усъвършенстват своите умения и ги насочва към влиятелни групи като Ролинг Стоунс, Клаш, Велвет Ъндърграунд и други. След шест месеца Нейтън и Кейлъб подписват договор с RCA Records. Звукозаписната компания настоява дуото да се трансформира в група преди да започнат активна дейност. Музикалната група се сформира в днешния си вид когато другият им брат Джаред и братовчед им Матю се присъединяват. Наричат се „Кралете на Лиън“ – Kings of Leon в чест на баща им и дядо им.
{{Музикален изпълнител

### Youth and Young ManhoodиAha Shake Heartbreak(2003-2005)
Първият им запис излиза на пазара на 18 февруари 2003 с името „Holy Roller Novocaine“ EP. По това време Джаред е само на 16 и все още не знае как да свири на бас китара. Записът дава начало на тяхната кариера преди първия им албум. EP-то е оценено с 4 от общо 5 възможни звезди от списание Ролинг Стоун. Всички песни са написани с помощта на Анджело Петралия, който е и продуцент на записите. Четири от петте песни впоследствие влизат в „Youth and Young Manhood“, но са преработени.
Дебютният им албум „Youth and Young Manhood“ излиза на пазара в Обединеното кралство през юли 2003, а в САЩ през август същата година. Албумът е записан в две студиа – Саунд Сити в Лос Анджелис и Шангри-Ла в Малибу, Калифорния, а продуцент е Итън Джонс (син на продуцента Флин Джонс, който работи с Ролинг Стоунс и Игълс). „Youth and Young Manhood“ получава негативна оценки от критика в САЩ, но става сензация във Великобритания и Ирландия, където списание NME го обявява за „един от най-добрите дебютни албуми през последните десет години“. След излизането на албума Кингс ъф Лиън са избрани да се включат в турнетата на The Strokes и Ю Ту.
Вторият им албум „Aha Shake Heartbreak“ излиза във Великобритания през октомври 2004 г., а в Щатите през февруари 2005 г. Надграждайки гаражния рок от първия им албум, „Aha Shake Heartbreak“ увеличава феновете на музикалната група. Продуценти отново са Анджело Петралия и Итън Джонс. Синглите от албума са „The Bucket“, „Four Kicks“ и „King of the Rodeo“, а „The Bucket“ достига топ 20 в Обединеното кралство. Песента „Taper Jean Girl“ е използвана във филмите Disturbia (2007) и Cloverfield (2008). Кингс ъф Лиън отново пътуват на турне заедно с Боб Дилан и Пърл Джем през 2005 и 2006.

### Because of the Times(2005 – 2007)
През март 2006 г. Кингс ъф Лиън се завръщат в записното студио със своите продуценти Анджело Петралия и Итън Джонс, за да започнат работа по нов албум. Китаристът Матю Фолоуил заявява пред NME: 
| „ | Човече, в момента замисляме няколко песни, които се надяваме света скоро да чуе. | “ |

 Третият албум на музикалната група носи заглавието „Because of the Times“, което може да има връзка с църковна конференция със същото име, която се провежда в Александрийската църква в Александрия, Луизиана, на която братята неколкократно присъстват. Албумът показва израстването и съзряването на групата.
Той излиза на пазара на 2 април 2007 г. във Великобритания и един ден по-късно в САЩ, предшестван от сингъла „On Call“, който става хит в Обединеното кралство и Ирландия. Успява да достигне първа позиция в музикалните класации във Великобритания и Ирландия и влиза в европейските класации на двадесет и пета позиция с продажби от 70 хиляди копия за първата си седмица на пазара. NME пише, че албумът „утвърждава Кингс ъф Лиън като една от най-добрите американски музикални групи в днешно време“, а Ентъртеймънт Уийкли нарича „Because of the Times“ „най-доброто постижение на групата досега“.
Въпреки смесените отзиви за албума, той съдържа в себе си няколко големи хитове в Европа като „Charmer“ и „Fans“, заедно с други любими на публиката песни като „Knocked Up“ и „My Party“.